# 영화초등학교 (경기)
영화초등학교는 대한민국 경기도 수원시에 있는 공립 초등학교이다.

## 학교 연혁
- 1951.10.10 서울특별시 수원종합국민학교 개교
- 1954.05.10 신풍초등학교 영화 분교장 인가
- 1954.09.20 영화초등학교 인가(제7학급)
- 1993.09.01 조원초등학교 분리(19학급 820명)
- 1995.08.11 영화초등학교로 교명 변경
- 2012.03.01 혁신학교 예비지정교
- 2013.03.01 경기도교육청지정 혁신학교(2013 - 2016년)
- 2013.09.01 제19대 손창곤 교장선생님 부임
- 2013.09.20 창호교체 및 외벽보수공사
- 2013.11.01 학교 역사관 설치
- 2014.07.17 운동장 놀이 시설 설치
- 2014.11.10 개교60주년 기념 제2회 영화꿈터축제
- 2015.02.13 제61회 졸업식(147명 졸업, 계 20,779명)
- 2015.03.01 32학급 편성(특수학급 2학급 포함)

## 참고 자료
- 영화초등학교 - 한국교육학술정보원 학교알리미